# 134003 Ingridgalinsky
134003 Ingridgalinsky este o planetă minoră (asteroid) din centura de asteroizi. A fost descoperită pe 3 noiembrie 2004 la Catalina Station⁠(d) de Catalina Sky Survey. 
Obiectul prezintă o orbită caracterizată de o semiaxă mare de 3,1109005347918 UAi, o excentricitate de 0,2, o înclinație de 10,4 ° în raport cu ecliptica.